# Цзіньсю-Яоський автономний повіт
24°07′00″ пн. ш. 110°11′00″ сх. д. / 24.116666666667° пн. ш. 110.18333333333° сх. д.
Цзіньсю-Яоський автономний повіт (кит. 金秀瑶族自治县, пін. Jīnxiù Yáozú Zìzhìxiàn) — один із повітів КНР у складі префектури Лайбінь, Гуансі-Чжуанський автономний район. Адміністративний центр — містечко Цзіньсю.

## Географія
Цзіньсю-Яоський автономний повіт лежить на північному сході префектури.

### Клімат
Повіт знаходиться у зоні, котра характеризується вологим субтропічним кліматом. Найтепліший місяць — липень із середньою температурою 24,3 °C. Найхолодніший місяць — січень, із середньою температурою 9,2 °С.
| Клімат повіту Цзіньсю-Яо | Клімат повіту Цзіньсю-Яо | Клімат повіту Цзіньсю-Яо | Клімат повіту Цзіньсю-Яо | Клімат повіту Цзіньсю-Яо | Клімат повіту Цзіньсю-Яо | Клімат повіту Цзіньсю-Яо | Клімат повіту Цзіньсю-Яо | Клімат повіту Цзіньсю-Яо | Клімат повіту Цзіньсю-Яо | Клімат повіту Цзіньсю-Яо | Клімат повіту Цзіньсю-Яо | Клімат повіту Цзіньсю-Яо | Клімат повіту Цзіньсю-Яо |
| Показник                 | Січ.                     | Лют.                     | Бер.                     | Квіт.                    | Трав.                    | Черв.                    | Лип.                     | Серп.                    | Вер.                     | Жовт.                    | Лист.                    | Груд.                    | Рік                      |
| Середній максимум, °C    | 13,7                     | 15                       | 18,3                     | 22,4                     | 25,5                     | 27,3                     | 28,4                     | 28,6                     | 26,9                     | 24,2                     | 20,3                     | 16,3                     | 22,2                     |
| Середня температура, °C  | 9,2                      | 11,1                     | 14,4                     | 18,6                     | 21,5                     | 23,5                     | 24,3                     | 23,8                     | 21,8                     | 18,6                     | 14,4                     | 10,4                     | 17,6                     |
| Середній мінімум, °C     | 5,8                      | 8,1                      | 11,3                     | 15,6                     | 18,4                     | 20,7                     | 21,4                     | 20,7                     | 18,5                     | 15                       | 10,5                     | 6,3                      | 14,4                     |
| Норма опадів, мм         | 59.1                     | 71.4                     | 91.1                     | 134.6                    | 240.1                    | 279.4                    | 275.2                    | 265.4                    | 149.5                    | 71.9                     | 54.1                     | 30.3                     | 1722.1                   |
| Вологість повітря, %     | 81                       | 83                       | 83                       | 83                       | 83                       | 84                       | 82                       | 84                       | 83                       | 80                       | 77                       | 76                       | 81.6                     |
| ------------------------ | ------------------------ | ------------------------ | ------------------------ | ------------------------ | ------------------------ | ------------------------ | ------------------------ | ------------------------ | ------------------------ | ------------------------ | ------------------------ | ------------------------ | ------------------------ |
| Джерело: data.cma.cn     |                          |                          |                          |                          |                          |                          |                          |                          |                          |                          |                          |                          |                          |